# Osmansk-habsburgska krigen
Osmansk-habsburgska krigen avser de militära konflikter mellan Osmanska riket och Habsburgdynastierna i Kejsardömet Österrike, Habsburgska Spanien och i vissa tider, Tysk-romerska riket och Kungariket Ungern. Kriget skulle domineras av fälttåg i Ungern och dagens Kroatien. Inledningsvis gjorde osmanerna betydande erövringar i Europa med en avgörande seger vid Mohács och förminskade Kungariket Ungern med omkring en tredjedel till statusen av ett osmanskt lydrike.

## Historik
Under 1500-talet hade osmanerna blivit ett allvarligt hot mot Europa, där osmanska skepp sopade bort venetianska besittningar i Egeiska havet och Jonien. Den protestantiska reformationen, fransk-habsburgska rivaliteten och de många civila konflikterna i Tysk-romerska riket fungerade som distraktioner. Samtidigt kom osmanerna att brottas med det persiska Safavidriket och i mindre utsträckning med Mamlukesultanatet, som besegrades och fullt införlivas i riket.
Senare lämnade Westfaliska freden och spanska tronföljdskriget under 1600- och 1700-talet Kejsardömet Österrike som Huset Habsburgs enda fasta besittning. Då uppvägde emellertid de europeiska framstegen inom vapen och militär taktikskicklighet och resurser osmanerna och deras elitsoldater, Janitsjarerna, vilket gjorde det möjligt för habsburgarna att återta Ungern. Stora turkiska kriget slutade med tre avgörande segrar för Tysk-romerska riket vid Wien, Mohács och Zenta. Krigen upphörde när det Kejsardömet Österrike och Osmanska riket undertecknade en allians med Kejsardömet Tyskland före första världskriget. Efter deras nederlag i detta krig upplöstes båda rikena och båda husen fortsatte att göra anspråk på Caesars titel.

## Fotnoter
1. 1 2  Moldova, Transsylvanien och Valakiet var inblandade i många krig med osmanerna, vissa sammanföll med habsburgarnas egna krig. Ibland var de dock på den motsatta sidan.
2. ↑  Ryssland var inblandade i många krig med osmanerna, vissa sammanföll med habsburgarnas egna krig, andra avslutades av liknande avtal som Freden i Belgrad.
3. ↑  Var inblandade i krig mot osmanerna och Krimkhanatet under hela perioden, vissa sammanföll med habsburgarnas egna krig. Petro Dorosjenkos fraktion av Hetmanatet stödde dock Osmanska riket.